# Barbara Summer
Barbara Summer (Kladno, República Checa; 20 de agosto de 1977) es una actriz pornográfica checa.

## Biografía
Summer nació en Kladno, región de Bohemia Central (República Checa), en agosto de 1977. No se sabe mucho acerca de su vida antes del año 2002, cuando entra en la industria pornográfica a los 25 años de edad.
Desde su debut, comenzó a trabajar con productoras europeas y estadounidenses como Vivid, Red Light District, Hustler, Zero Tolerance, New Sensations, Venom Digital Media, Devil's Film, Acid Rain, Evil Angel, Naughty America o Private.
En 2006 recibió dos nominaciones en los Premios AVN en las categorías de Artista femenina extranjera del año y a la Mejor escena de trío por la película House of Ass, junto a Mari Possa y Herschel Savage.
Se retiró en 2010, habiendo aparecido en más de 370 películas como actriz, entre producciones originales y recopilaciones.
Algunas películas de su filmografía son All Girl Zone 4, Assylum, Black in the Crack Black in the Back, Cock Whores, Fette Busen Beute, Grin and Bare-it, I Love 'Em Natural 6, One Way My Ass!! o XXX Platinum Blondes 3.

## Premios y nominaciones
| Año  | Ceremonia   | Resultado | Premio                              | Trabajo      |
| ---- | ----------- | --------- | ----------------------------------- | ------------ |
| 2006 | Premios AVN | Nominada  | Artista femenina extranjera del año | —            |
| 2006 | Premios AVN | Nominada  | Mejor escena de trío                | House of Ass |